# 11158 Cirou
11158 Cirou (1998 AJ6) là một tiểu hành tinh vành đai chính được phát hiện ngày 8 tháng 1 năm 1998 bởi Khảo sát tiểu hành tinh OCA-DLR ở Caussols.